# Montescudo
Montescudo (romanyol nyelven Muntscùd) település Olaszországban, Emilia-Romagna régióban, Rimini megyében.  Montescudo Gemmano, Monte Colombo, Sassofeltrio, Coriano és Faetano községekkel határos.

## Népesség
A település lakossága az elmúlt években az alábbi módon változott: